# TinEye

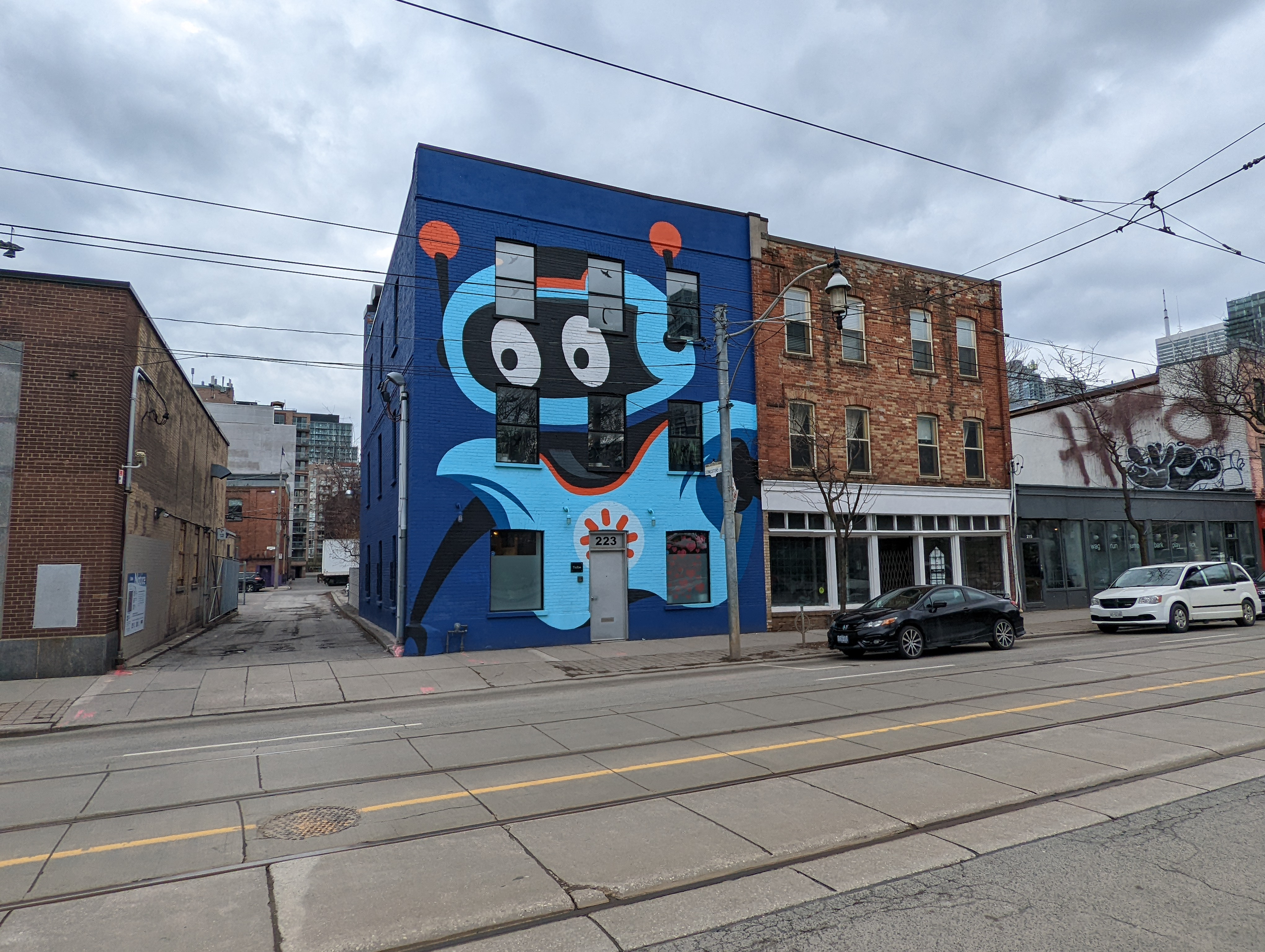
Hoofdkantoor

TinEye is een zoekmachine voor afbeeldingen. TinEye is eigendom van het Canadese bedrijf Idée, Inc.. Met de webapplicatie TinEye kunnen gebruikers naar afbeeldingen zoeken. Afbeeldingen kunnen geüpload worden op de website van TinEye of door een URL in te voeren naar een bestaande afbeelding.
De zoekmachine TinEye zal deze ingevoerde afbeelding gebruiken om op te zoeken waar de betreffende afbeelding nog gebruikt wordt. Daarnaast kan de gebruiker in de zoekresultaten zien wanneer de ingevoerde afbeelding verscheen en of er aangepaste versies van de ingevoerde afbeelding bestaan. Dit is bijvoorbeeld handig voor afbeeldingen waar auteursrechten op rusten, de auteur krijgt dan een overzicht van websites waar zijn afbeelding wordt gebruikt. Zo nodig kan de rechthebbende contact opnemen met de webmaster en een verzoek doen tot verwijdering van de betreffende afbeelding.
TinEye is niet in staat om voorwerpen of personen in een afbeelding te herkennen. De webapplicatie herkent de gehele afbeelding en vindt op basis daarvan bewerkte versies en duplicaten, bijvoorbeeld verkleinde of vergrote versies of stukken van de ingevoerde afbeelding.
Registratie op de website van TinEye is optioneel. Wanneer een gebruiker zich heeft geregistreerd, kunnen ingevoerde zoekopdrachten bewaard worden.